# Podochlus osornensis
Podochlus osornensis är en tvåvingeart som beskrevs av Lars Zakarias Brundin 1966. Podochlus osornensis ingår i släktet Podochlus och familjen fjädermyggor. Inga underarter finns listade i Catalogue of Life.